# Boulevard of Broken Dreams (single)
"Boulevard of Broken Dreams" is een nummer van de Amerikaanse rockband Green Day uit 2004. Het is de tweede single van hun zevende studioalbum American Idiot.

## Achtergrond
"Boulevard of Broken Dreams" werd een wereldwijde hit. In de Amerikaanse Billboard Hot 100 haalde het de 2e positie. In Nederland had het nummer minder succes met een 34e positie in de Top 40, maar het is er tot op de dag van vandaag nog wel een radiohit. In de Vlaamse Ultratop 50 haalde het de 4e positie in de tipparade.

## Tracklijst
| Nr. | Titel                      | Duur |
| --- | -------------------------- | ---- |
| 1.  | Boulevard of Broken Dreams | 4:21 |
| 2.  | Letterbomb (live)          | 3:58 |

| Nr. | Titel                      | Duur |
| --- | -------------------------- | ---- |
| 1.  | Boulevard of Broken Dreams | 4:21 |
| 2.  | American Idiot (live)      | 4:12 |
| 3.  | She's a Rebel (live)       | 2:03 |

## Hitnoteringen

### Nederlandse Top 40
| Hitnotering: 11-12-2004 t/m 08-01-2005 | Hitnotering: 11-12-2004 t/m 08-01-2005 | Hitnotering: 11-12-2004 t/m 08-01-2005 | Hitnotering: 11-12-2004 t/m 08-01-2005 | Hitnotering: 11-12-2004 t/m 08-01-2005 | Hitnotering: 11-12-2004 t/m 08-01-2005 |
| Week:                                  | 1                                      | 2                                      | 3                                      | 4                                      |                                        |
| -------------------------------------- | -------------------------------------- | -------------------------------------- | -------------------------------------- | -------------------------------------- | -------------------------------------- |
| Positie:                               | 39                                     | 34                                     | 40                                     | 40                                     | uit                                    |

### NederlandseSingle Top 100
| Hitnotering: 04-12-2004 t/m 12-02-2005 | Hitnotering: 04-12-2004 t/m 12-02-2005 | Hitnotering: 04-12-2004 t/m 12-02-2005 | Hitnotering: 04-12-2004 t/m 12-02-2005 | Hitnotering: 04-12-2004 t/m 12-02-2005 | Hitnotering: 04-12-2004 t/m 12-02-2005 | Hitnotering: 04-12-2004 t/m 12-02-2005 | Hitnotering: 04-12-2004 t/m 12-02-2005 | Hitnotering: 04-12-2004 t/m 12-02-2005 | Hitnotering: 04-12-2004 t/m 12-02-2005 | Hitnotering: 04-12-2004 t/m 12-02-2005 | Hitnotering: 04-12-2004 t/m 12-02-2005 | Hitnotering: 04-12-2004 t/m 12-02-2005 |
| Week:                                  | 1                                      | 2                                      | 3                                      | 4                                      | 5                                      | 6                                      | 7                                      | 8                                      | 9                                      | 10                                     | 11                                     |                                        |
| -------------------------------------- | -------------------------------------- | -------------------------------------- | -------------------------------------- | -------------------------------------- | -------------------------------------- | -------------------------------------- | -------------------------------------- | -------------------------------------- | -------------------------------------- | -------------------------------------- | -------------------------------------- | -------------------------------------- |
| Positie:                               | 47                                     | 25                                     | 37                                     | 47                                     | 37                                     | 45                                     | 37                                     | 44                                     | 62                                     | 70                                     | 77                                     | uit                                    |

### NPO Radio 2 Top 2000
| Nummer met noteringen in de NPO Radio 2 Top 2000 | '12  | '13 | '14 | '15 | '16 | '17 | '18 | '19 | '20 | '21 | '22 | '23 | '24 |
| ------------------------------------------------ | ---- | --- | --- | --- | --- | --- | --- | --- | --- | --- | --- | --- | --- |
| Boulevard of Broken Dreams                       | 1322 | 824 | 331 | 235 | 282 | 270 | 253 | 282 | 269 | 289 | 236 | 267 | 271 |

1. ↑  Een vetgedrukt getal geeft de hoogste notering aan.
2. ↑  2012 was het eerste jaar met een notering voor dit nummer.